# Memorial Davide Fardelli
De Memorial Davide Fardelli was een tijdrit die wordt verreden in Rogno in Italië. De eerste editie van deze wedstrijd vond plaats in 2005 en maakte sinds 2007 deel uit van de UCI Europe Tour in de categorie 1.2. In 2012 werd de wedstrijd voor het laatst georganiseerd.

## Mannen

### Overwinningen per land
| Overwinningen | Land                         |
| ------------- | ---------------------------- |
| 3             | Italië                       |
| 2             | Australië                    |
| 1             | Oekraïne, Duitsland, Rusland |

## Vrouwen

### Meervoudige winnaars
| Overwinningen | Renner       | Land        | Jaren            |
| ------------- | ------------ | ----------- | ---------------- |
| 3             | Karin Thürig | Zwitserland | 2007, 2008, 2009 |

### Overwinningen per land
| Overwinningen | Land                                   |
| ------------- | -------------------------------------- |
| 3             | Zwitserland                            |
| 1             | Verenigde Staten, Duitsland, Frankrijk |